# Філісія Рашад
Філісія Рашад (англ. Phylicia Rashād, нар. 19 червня 1948) — американська акторка, співачка, продюсерка та режисерка. Найбільш відома роллю в популярному ситкомі «Шоу Косбі» (1984—1992). У 2004 році Рашад стала першою афроамериканською акторкою, яка виграла премію «Тоні» у категорії «Найкраща жіноча роль у п'єсі» «Ізюм на сонці». У 2008 році виконала головну роль у телевізійній екранізації п'єси, за що була номінована на премію «Еммі» у категорії «Найкраща акторка в міні-серіалі чи фільмі» та «Премію Гільдії кіноакторів США за найкращу жіночу роль у телефільмі або міні-серіалі», а також виграла премію NAACP.

## Життєпис
Філісія Рашад народилася 1948 року в Х'юстоні, Техас, США. Має молодшу сестру, акторку, режисерку та хореографку Деббі Аллен. Здобула першу широку популярність роллю в Бродвейському мюзиклі «Дівчата мрії». На пізніших етапах кар'єри виступала в постановках «Август: Графство Осейдж», «Кішка на розжареному даху», «Перлина океану», «Родзинки на сонці», яка принесла їй премію «Тоні» за найкращу жіночу роль у п'єсі 2004 року тощо.
Рашад досягла найбільшого успіху завдяки ролі багатої адвокатки Клер Гакстейбл у ситкомі « Шоу Косбі» з Біллом Косбі. Шоу стало найбільшим хітом 1980-х, яке відродило жанр ситкому, а також внесло розмаїття у телебачення як одне з перших успішних, де в головних ролях були афроамериканці. За свою роль у серіалі Рашад двічі була номінована на премію «Еммі» за найкращу жіночу роль у комедійному телесеріалі, а також здобула низку інших нагород. Шоу тривало вісім сезонів, з 1984 по 1992 рік.
У 1996 році Рашад повернулася на телебачення роллю в ситкомі «Косбі», знову з Біллом Косбі. Шоу хоч і мало успіх, але завершилося у 2000 році. У 2008 році вона знялася в телефільмі «Ізюм на сонці», телеверсії п'єси, і була номінована на премії «Еммі» за найкращу жіночу роль у мінісеріалі чи фільмі та Гільдії кіноакторів США за найкращу жіночу роль у телефільмі чи мінісеріалі. У 2010 році Філісія Рашад стала частиною акторського ансамблю кінофільму « Пісні про кохання», а в 2012 році виконала роль Клері у фільмі « Сталеві магнолії», черговій версії однойменної п'єси Роберта Гарлінґа. У той же період вона почала зніматися в телесеріалі "Не нашкодь".
Філісія Рашад була одружена тричі, у неї є донька Кондола Рашад, також акторка. Вони разом знялися у фільмі «Сталеві магнолії» у 2012 році.

## Вибрана фільмографія
| Рік       |    | Українська назва              | Оригінальна назва            | Роль               |
| --------- | -- | ----------------------------- | ---------------------------- | ------------------ |
| 1984      | с  | Одне життя, щоб жити          | One Life to Live             | Кортні Райт        |
| 1984—1992 | с  | Шоу Косбі                     | The Cosby Show               | Клер Хакстейбл     |
| 1985      | с  | Санта-Барбара                 | Santa Barbara                | Феліша Далтон      |
| 1985      | с  | Човна кохання                 | The Love Boat                | Лонетт Бекер       |
| 1988—1990 | с  | Інший світ                    | A Different World            | Клер Хакстейбл     |
| 1990      | мс | Черепашки Ніндзя              | Teenage Mutant Ninja Turtles | Джейн Гудфеллоу    |
| 1991      | с  | Блоссом                       | Blossom                      | уявна мама Блоссом |
| 1994      | тф | Мати Девіда                   | David's Mother               | Гледіс Джонсон     |
| 1994—2002 | с  | Дотик ангела                  | Touched by an Angel          | Елізабет Джессап   |
| 1995      | ф  | Спадщина зла                  | The Possession of Michael D. | доктор Меріон Хейл |
| 2007      | с  | Всі ненавидять Кріса          | Everybody Hates Chris        | Кетлін Деверо      |
| 2007—2014 | с  | Ясновидець                    | Psych                        | Уінніфред Гастер   |
| 2008      | мс | Життя та пригоди Тіма         | The Life & Times of Tim      | дружена боса       |
| 2010      | ф  | Просто Райт                   | Just Wright                  | Елла Макнайт       |
| 2010      | ф  | Пісні про кохання             | For Colored Girls            | Джільда            |
| 2012      | ф  | Хороші вчинки                 | Good Deeds                   | Уілімена           |
| 2012      | тф | Сталеві магнолії              | Steel Magnolias              | Клері              |
| 2012—2013 | мс | Шоу Клівленда                 | The Cleveland Show           | Ді Ді Таббс        |
| 2013      | с  | Не нашкодь                    | Do No Harm                   | доктор Ванесса Янг |
| 2013      | ф  | Ігри богів                    | Gods Behaving Badly          | Деметра            |
| 2014      | мс | Софія Прекрасна               | Sofia the First              | гірська відьма     |
| 2015      | ф  | Крід: Спадок Роккі Бальбоа    | Creed                        | Мері Енн Крід      |
| 2016—2017 | с  | Жан-Клод Ван Джонсон          | Jean-Claude Van Johnson      | Джейн              |
| 2016—2018 | с  | Імперія                       | Empire                       | Дайана Дюбуа       |
| 2018      | ф  | Крід II: Спадок Роккі Бальбоа | Creed II                     | Мері Енн Крід      |
| 2019—2021 | с  | Це — ми                       | This Is Us                   | Керол Кларк        |
| 2020      | с  | Пожежна частина 19            | Station 19                   | Пілар              |
| 2020      | с  | Тринадцять причин чому        | 13 Reasons Why               | пастор             |
| 2020      | ф  | Чорний ящик                   | Black Box                    | Ліліан             |
| 2020      | мф | Душа                          | Soul                         | Лібба Гарднер      |
| 2021      | с  | Анатомія Грей                 | Grey's Anatomy               | Нелл Тіммс         |
| 2021      | ф  | Тік-так, бум!                 | Tick, Tick… Boom!            | легенда «Сандей»   |
| 2022      | с  | Хороша боротьба               | The Good Fight               | Ренетта Кларк      |
| 2023      | ф  | Крід III                      | Creed III                    | Мері Енн Крід      |
| 2023      | ф  | Наш Син                       | Our Son                      | Мая                |
| 2024      | ф  | Бджоляр                       | The Beekeeper                | Елоїза Паркер      |

## Нагороди та номінації
| Нагорода                       | Рік  | Категорія                                             | Назва роботи      | Результат |
| ------------------------------ | ---- | ----------------------------------------------------- | ----------------- | --------- |
| Еммі                           | 1985 | Найкраща жіноча роль у комедійному телесеріалі        | Шоу Косбі         | Номінація |
| Еммі                           | 1986 | Найкраща жіноча роль у комедійному телесеріалі        | Шоу Косбі         | Номінація |
| Еммі                           | 2008 | Найкраща жіноча роль у міні-серіалі чи телефільмі     | Родзинки на сонці | Номінація |
| Еммі                           | 2019 | Найкраща запрошена акторка у драматичному телесеріалі | Це — ми           | Номінація |
| Еммі                           | 2020 | Найкраща запрошена акторка у драматичному телесеріалі | Це — ми           | Номінація |
| Еммі                           | 2021 | Найкраща запрошена акторка у драматичному телесеріалі | Це — ми           | Номінація |
| Премія Гільдії кіноакторів США | 2009 | Найкраща жіноча роль у телефільмі чи міні-серіалі     | Родзинки на сонці | Номінація |
| Супутник                       | 1999 | Найкраща жіноча роль у комедійному телесеріалі        | Косбі             | Номінація |
| Супутник                       | 2008 | Найкраща жіноча роль у міні-серіалі чи телефільмі     | Родзинки на сонці | Номінація |
| Тоні                           | 2022 | Найкраща жіноча роль у виставі                        | Skeleton Crew     | Перемога  |
| Драма Деск                     | 2022 | Видатна акторка в п'єсі                               | Skeleton Crew     | Перемога  |
| Премія Ліги Драми              | 2022 | Визначні показники                                    | Skeleton Crew     | Номінація |